# Paweł Tarnowski

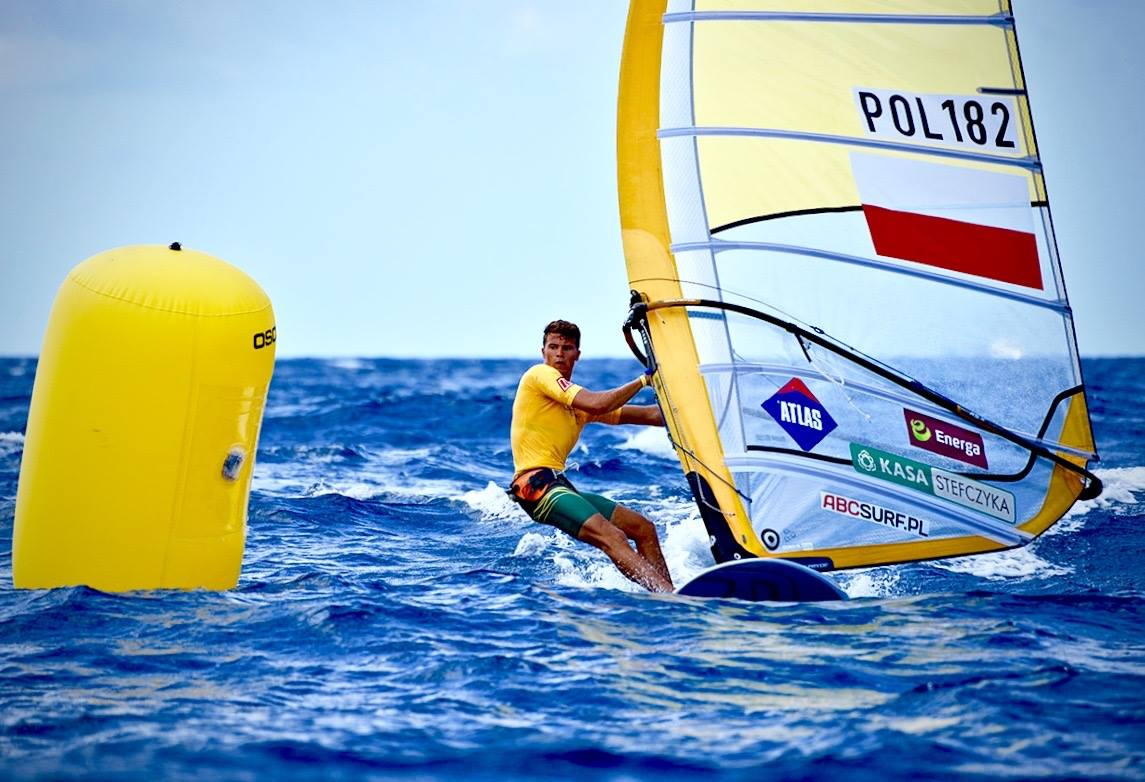
Paweł Tarnowski pendant la compétition à Mondello, Sicile en 2015.

Paweł Tarnowski, né le 3 avril 1994 à Gdynia,, est un véliplanchiste polonais.

## Carrière
Natif de Gdynia, Paweł Tarnowski remporte de nombreuses médailles mondiales et européennes, principalement comme cadet et junior. Il débute comme cadet aux Championnats de France à la classe Techno 293 à Bandol en 2006, où il remporte une médaille d'or.
Il pose également comme modèle pour des campagnes publicitaires, entre autres pour la Société Atlas et sur la pochette du disque Superheroes : Chapter One - Courage du groupe Orchestral Synthphonia.

## Palmarès[3]

### Championnat du monde
- 1er au championnat du monde de RS:X (RS:X Youth World Championships), Sardaigne, Italie en 2011[6],[7],[8],[9].
- 1er au championnat du monde de RS:X (RS:X Youth World Championships), Îles Pescadores, Taïwan en 2012[9].
- 1er au championnat du monde de RS:X U-21 (RS:X World Championships) à Armação dos Búzios, Brésil en 2013[10].
- 2e au championnat du monde de RS:X U-21 (ISAF Sailing World Championships) à Santander, Espagne en 2014.

### Coupe du monde
- 2e au championnat du monde de RS:X (ISAF Sailing World Cup Hyeres) à Hyères, France en 2014[11],[12].
- 2e au championnat du monde de RS:X (ISAF Sailing World Cup Hyeres) à Hyères, France en 2016[13],[14]
- 1er au championnat du monde de RS:X (ISAF Sailing World Cup Hyeres) à Gamagori, Japon en 2017[15]

### Championnat d'Europe
- 3e au championnat d'Europe de RS:X (Techno 293 Class.) (2008 RS:X European Championship) à Cadix, Espagne en 2007.
- 1er au championnat d'Europe de RS:X U-17 (2010 European Championship) à Bourgas, Bulgarie en 2010[16],[17],[18].
- 1er au championnat d'Europe de RS:X U-17 (2010 European Championship) à Sopot, Pologne, en 2010[19].
- 3e au championnat d'Europe de RS:X U-21 2012 European Championship in Madère, Portugal en 2012[20].
- 1er au championnat d'Europe de RS:X (RS:X European Championship) à Tallinn, Estonie en 2012[21],[9],[22],
- 2e au championnat d'Europe de RS:X U-21 (RS:X European Championship) à Brest, France en 2013[23],[24].
- 1er au championnat d'Europe de RS:X U-21 (2014 RS:X EUROPEAN WINDSURFING CHAMPIONSHIPS & OPEN TROPHY) à Çeşme, Turquie en 2014[25],[26],[27],[28].
- 1er au championnat d'Europe de RS:X (2015 RS:X European Championship) à Mondello, Sicile[29],[30],[31].
- 3e au championnat d'Europe de RS:X (2016 RS:X European Windsurfing Championships & Open Trophy) à Helsinki , Finlande[32],[33]
- 1er au championnat d'Europe de RS:X (2024 iQFOiL European Championship) à Cagliari , Sardaigne[34],[35]

### Delta Lloyd Regatta (Coupe d'Europe)
1er au Delta Lloyd Reggatta 2015 de RS:X,,,.

### Trophée Princesse Sofia
- 2e au 47e trophée Princesse Sofia 2016 à Palma de Majorque[40],[41].
- 1re au 48e trophée Princesse Sofia 2017 à Palma de Majorque[42].
- 1re au 49e trophée Princesse Sofia 2018 à Palma de Majorque[43].
- 1re au 53e trophée Princesse Sofia 2018 à Palma de Majorque[44],[45]

### XIII Andalusian Olympic Week Bay of Cadiz
- 2e au XIII Andalusian Olympic Week Bay of Cadiz 2018 à Cadix[46]
- 3e au XIV Andalusian Olympic Week Bay of Cadiz 2019 à Cadix[47]

### Lanzarote iQFOIL International Games
- 1re Lanzarote iQFOIL International Games 2023 à Lanzarote[48]
- 2e Lanzarote iQFOIL International Games 2024 à Lanzarote[49]